# Heinrich X. (Glogau)
Heinrich X. von Glogau (auch Heinrich X. Rumpold; * 1388/96; † 18. Januar 1423 in Flensburg) war 1413–1418 gemeinsam mit seinen Brüdern Heinrich IX. und Wenzel Herzog von (halb) Glogau, ab 1418 gemeinsam mit Heinrich IX. Herzog von (halb) Glogau und Freystadt. Zudem war er ab 1420 Landvogt der Oberlausitz. Er entstammte dem Glogauer Zweig der Schlesischen Piasten.

## Leben
Heinrichs X. Eltern waren Heinrich VIII. und Katharina († 1420), Tochter des Oppelner Herzogs Wladislaus II.
Beim Tod des Vaters 1397 waren Heinrich X. und seine Brüder Johann I., Heinrich IX. und Wenzel noch unmündig. Gemeinsam mit ihrer Mutter übernahmen sie die Regentschaft über das ungeteilte Erbe ihres Vaters, standen jedoch zunächst unter der Vormundschaft ihres Onkels Ruprecht I. von Liegnitz. Nachdem 1403 der älteste Bruder Johann I. volljährig wurde, übernahm er die Regentschaft zugleich für seine jüngeren Brüder. 1413 wurde für Johann I. das Gebiet von Sagan ausgegliedert, wobei er zugleich auf die Erbfolge im Glogauer Anteil verzichten musste. Diesen verwalteten ab 1413 Heinrich X. und seine Brüder Heinrich IX. und Wenzel bis 1418 zunächst gemeinsam. Bei der in diesem Jahr erfolgten Erbteilung erhielten die beiden Heinriche das Gebiet von (halb bzw. herzoglich) Glogau und Freystadt, während Wenzel neben Glogau zusätzlich Crossen und Schwiebus erhielt.
Heinrich X. stand in Diensten des böhmischen Königs Sigismund, den er im Kampf gegen die Hussiten unterstützte. Zusammen mit seinen Brüdern huldigte er König Sigismund 1420 in Breslau. Im selben Jahr wurde er von ihm zum Landvogt der Oberlausitz ernannt. Als dessen Gesandter starb er auf einer Reise 1423 in Flensburg. Heinrich X. war nicht verheiratet und hinterließ keine Kinder. Seinen Anteil am Glogauer Gebiet erbte sein gleichnamiger Bruder Heinrich IX.